# 小行星545
小行星545（545 Messalina）是一颗围绕太阳公转的小行星。1904年10月3日，保羅·格茨在海德堡描述了此天体。
該小行星以罗马帝国朱里亚·克劳狄王朝皇帝克劳狄一世的皇后瓦莱里娅·梅萨利娜命名。
这颗小行星的绝对星等为8.84等。

## 相关條目
- 小行星列表/10001-11000

## 外部連結
- Asteroid Lightcurve Database (LCDB) （页面存档备份，存于）, query form (info （页面存档备份，存于）)
- Dictionary of Minor Planet Names, Google books
- Discovery Circumstances: Numbered Minor Planets (10001)-(15000) （页面存档备份，存于） – Minor Planet Center
- 小行星545 at AstDyS-2, Asteroids—Dynamic Site
  - Ephemeris · Observation prediction · Orbital info · Proper elements · Observational info
- NASA JPL小天體瀏覽器上的小行星545

| 前一小行星： 小行星544 | 小行星列表 | 後一小行星： 小行星546 |